# Гошовець
Гошове́ць ( Гоші́вчик, пол. Hoszowczyk) — село в Польщі, у гміні Устрики-Долішні Бещадського повіту Підкарпатського воєводства.
Населення — 136 осіб (2011).

## Розташування
Гошове́ць знаходиться за 4 км на південь від адміністративного центру ґміни Устрик-Долішніх і за 83 км на південний схід від адміністративного центру воєводства Ряшева, за 8 км від державного кордону з Україною. Колишнє бойківське село.

## Назва
У 1977-1981 рр. в ході кампанії ліквідації українських назв село називалося Сточек (пол. Stoczek).

## Історія
Село закріпачене в 1589 р. Входило до Перемишльської землі Руського воєводства.
У 1772-1918 рр. село було у складі Австро-Угорської монархії, у провінції Королівство Галичини та Володимирії. У 1882 році село належало до Ліського повіту, у селі нараховувався 321 греко-католик. 6 грудня 1918 р. в околицях села відбувся бій між поляками та українцями.
У 1919-1939 рр. — у складі Польщі. Село належало до Ліського повіту Львівського воєводства, у 1934-1939 рр. входило до складу ґміни Устрики-Долішні.
На 01.01.1939 в селі було 710 жителів, з них 680 українців-грекокатоликів, 20 українців-римокатоликів і 10 євреїв.
З 1939 до 1951 село відносилось до Нижньо-Устрицького району Дрогобицької області, у рамках договору обміну територіями 1951 року все українське населення насильно переселено (одне з місць переселення село Криниці Донецької області).
У 1975-1998 роках село належало до Кросненського воєводства.

## Демографія
Демографічна структура станом на 31 березня 2011 року:
|          | Загалом | Допрацездатний вік | Працездатний вік | Постпрацездатний вік |
| -------- | ------- | ------------------ | ---------------- | -------------------- |
| Чоловіки | 72      | 21                 | 48               | 3                    |
| Жінки    | 64      | 15                 | 40               | 9                    |
| Разом    | 136     | 36                 | 88               | 12                   |

## Церква
В 1926 р. збудована дерев’яна церква Різдва Пресвятої Богородиці, належала до парафії Гошів Устрицького деканату Перемишльської єпархії УГКЦ. Після виселення українців перетворена на костел. Церкву внесено до загальнодержавного реєстру пам'ятників історії.